# ميكايل روز
ميكايل روز (بالإنجليزية: Michael Rose) (11 أكتوبر 1995 - ) هو لاعب كرة قدم بريطاني في مركز الدفاع.

## وصلات خارجية
- ميكايل روز على موقع قاعدة بيانات كرة القدم.إي يو (الإنجليزية)
- ميكايل روز على موقع Soccerbase.com (لاعب) (الإنجليزية)
- ميكايل روز على موقع Soccerway.com (الإنجليزية)